# La Lectura Católica
La Lectura Católica fue una revista editada en Madrid desde 1882 hasta que fue sustituida por La Controversia en 1887.

## Descripción
Subtitulada «revista decenal religiosa, científica y política», Navarro Cabanes sostiene que fueron «las más prestigiosas firmas católico-monárquicas» las que fundaron «esta revista de altos vuelos». Dirigida por José Salamero Martínez, contaba entre sus redactores y colaboradores a José María Menéndez de la Pola, Ángel Satué Pérez,[cita requerida] Valentín Gómez Gómez, Manuel Polo y Peyrolón, José Alegría, fray Antonio Fuente y Calé, un P. de Foville, Luis Delgeur, Alphonse Arcelín, un J. Rodríguez Fernández, Mariano Buera y un D. M. R. Radán. Sería continuada por La Controversia, también dirigida por Salamero Martínez.